# Central hidroeléctrica de Castielfabib

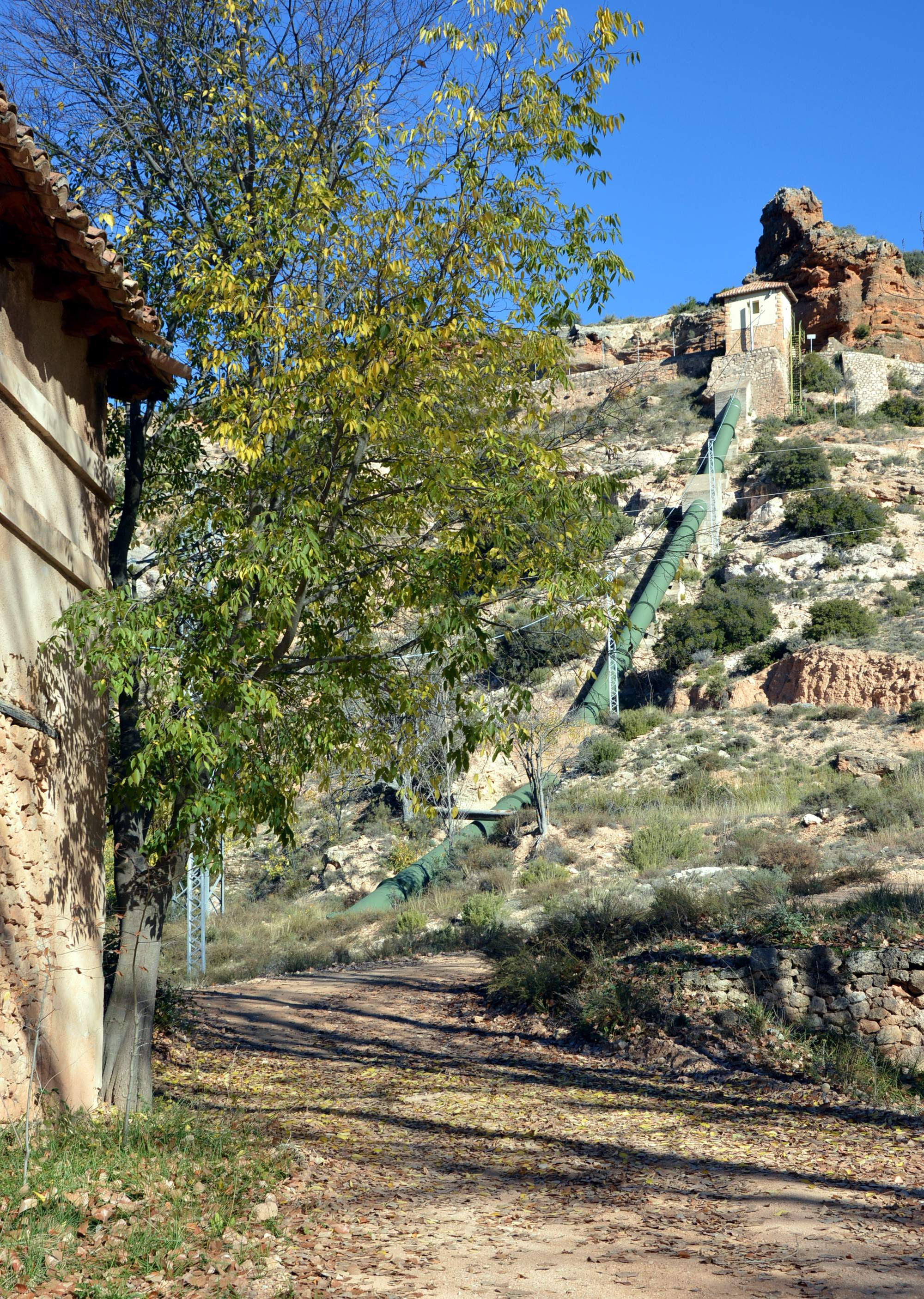
Vista del salto de agua de la Central Hidroeléctrica de Castielfabib (Valencia), desde el edificio antiguo de La Central, año 2015.

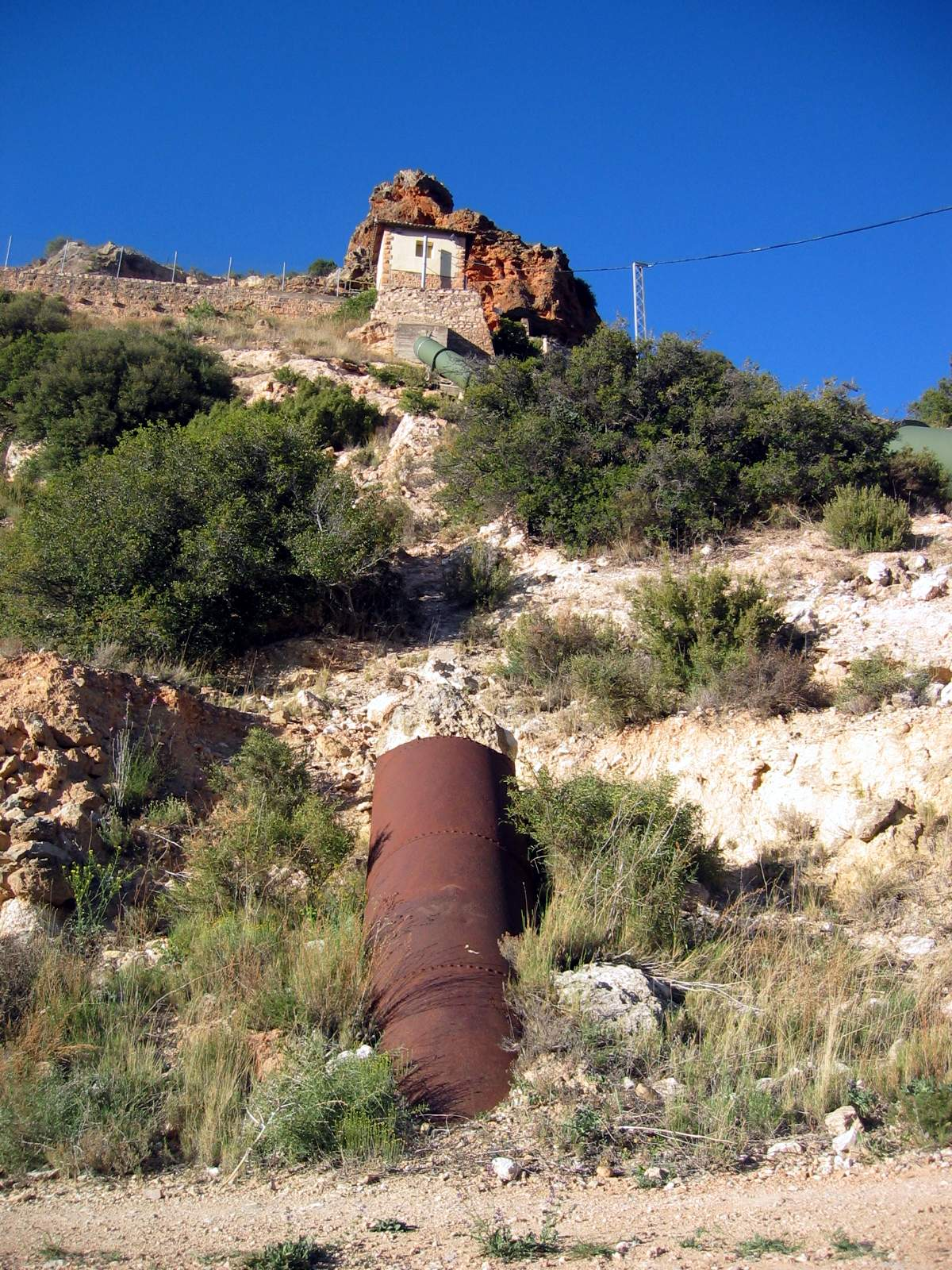
Vista de la Central Hidroeléctrica de Castielfabib (Valencia), con detalle de la torreta del repartidor en la parte alta y resto de antigua tubería de carga, en palastro de acero a los pies, año 2014.

La central hidroeléctrica de Castielfabib (también conocida como «La Central») se encuentra en el término municipal de Castielfabib, provincia de Valencia (Comunidad Valenciana, España).
La primera fábrica fue construida a principios del siglo XX (1913) por la «Teledinámica Turolense, S.A.», empresa con sede social en Madrid, en funcionamiento desde 1914 hasta 1986, fecha en que se construyó la nueva central denominada «Central Eléctrica de Castielfabib».

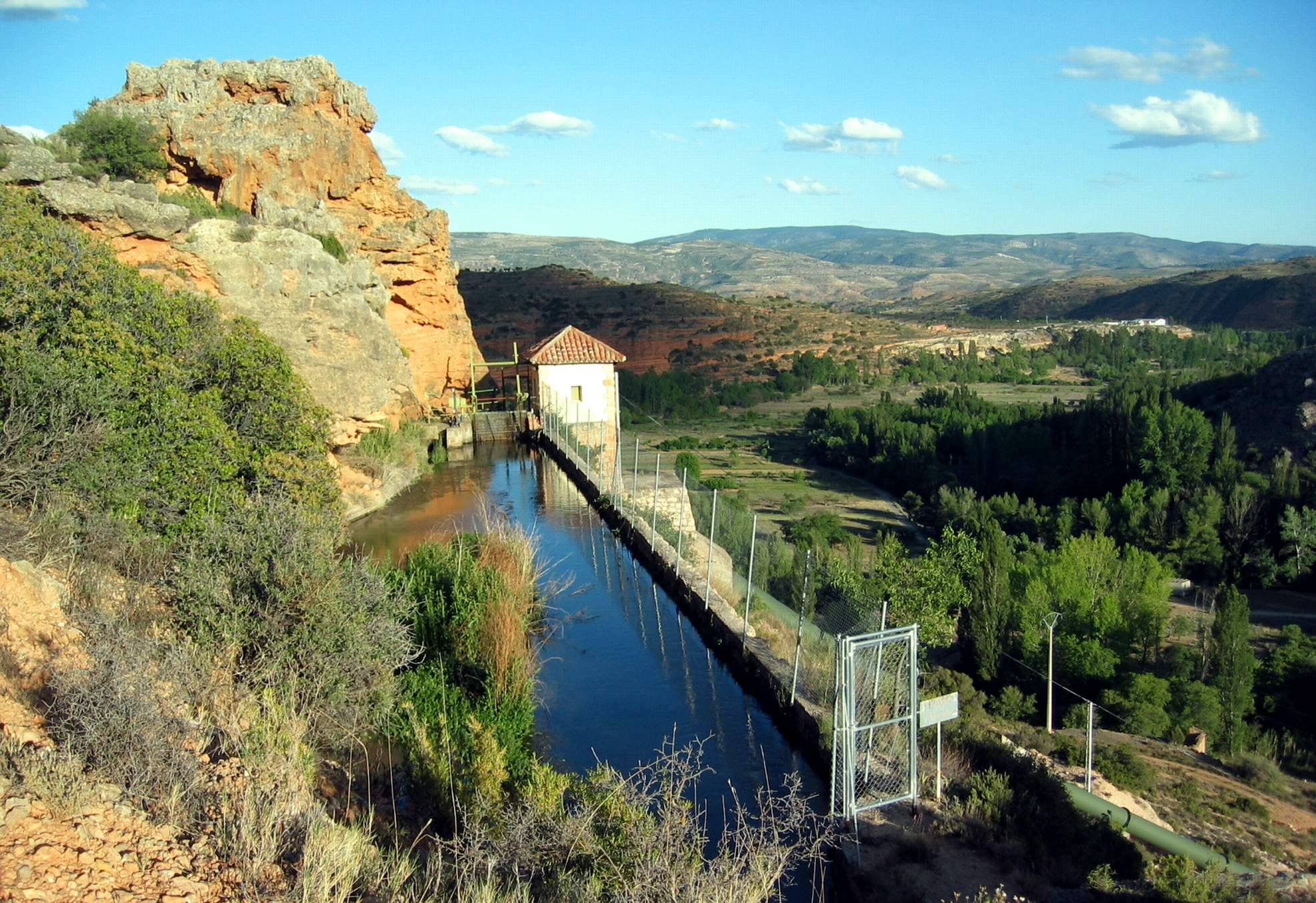
Vista del salto de agua de la Central Hidroeléctrica de Castielfabib (Valencia), con detalle del partidor situado al final del canal, año 2014.

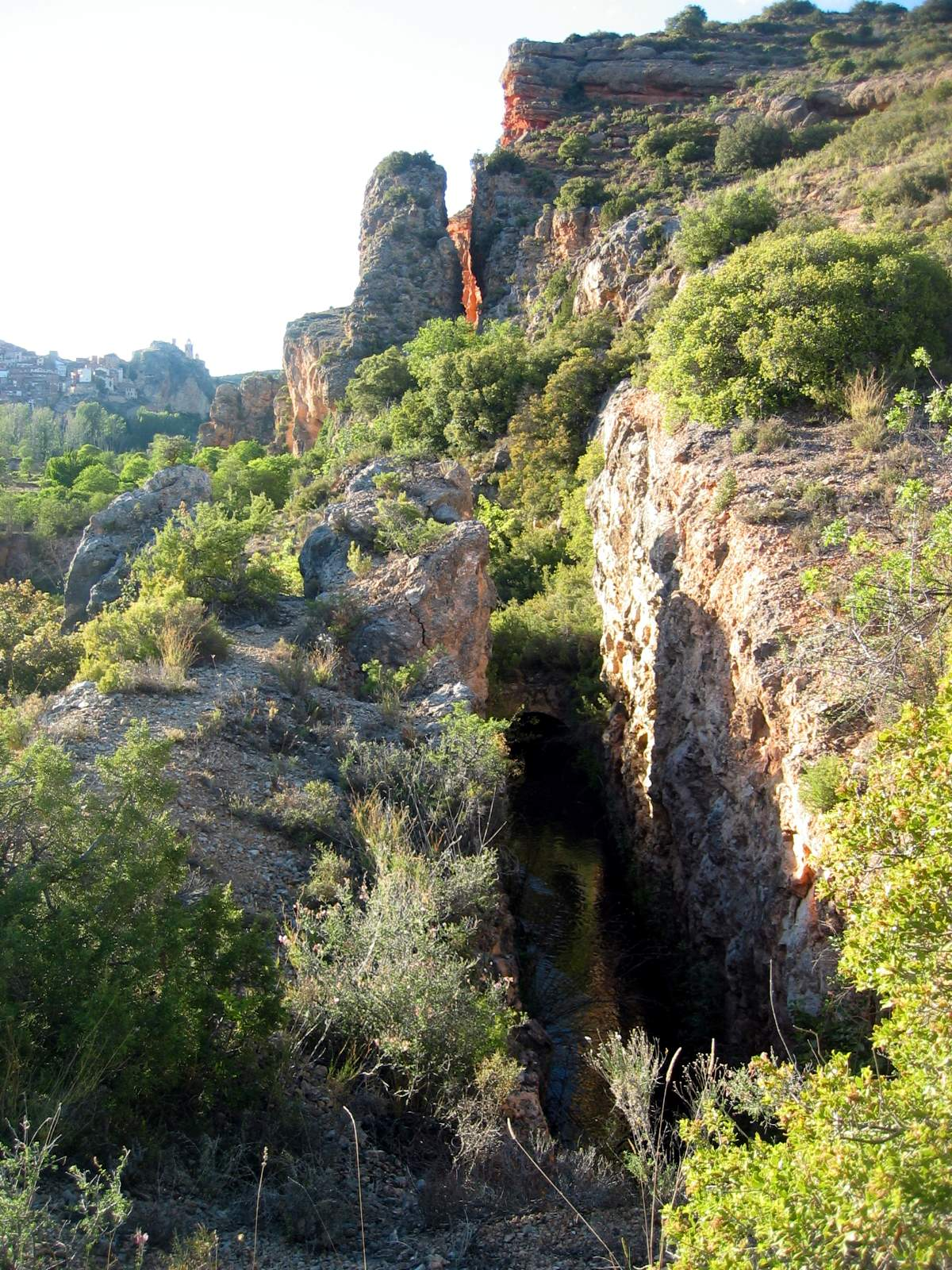
Detalle del canal de la Central Hidroeléctrica de Castielfabib (Valencia), labrado en la roca viva, con «Peña Cortada» en primer plano y la villa al fondo, año 2014.

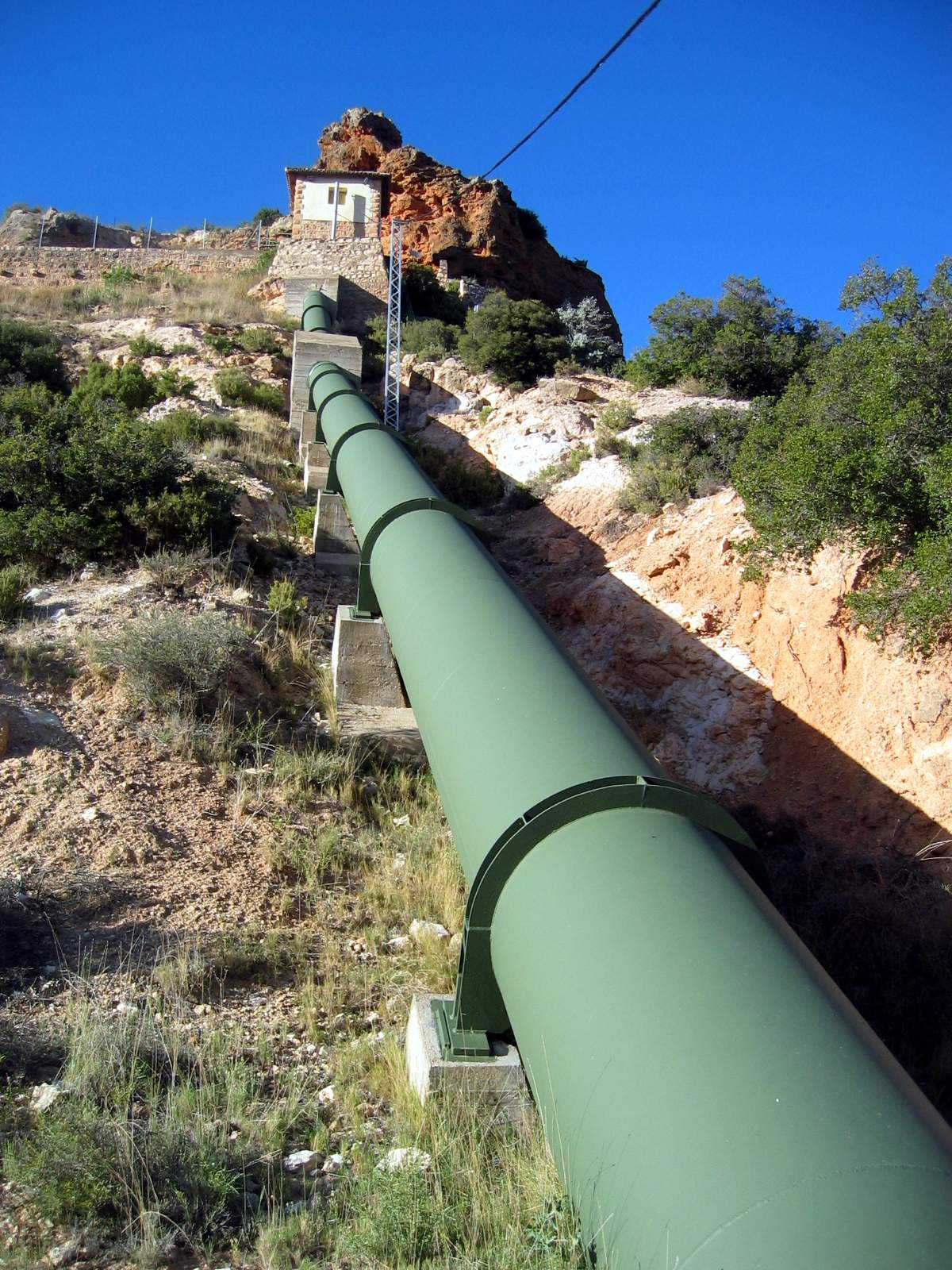
Vista del salto de agua de la Central Hidroeléctrica de Castielfabib (Valencia), con detalle de la nueva tubería a presión, año 2014.

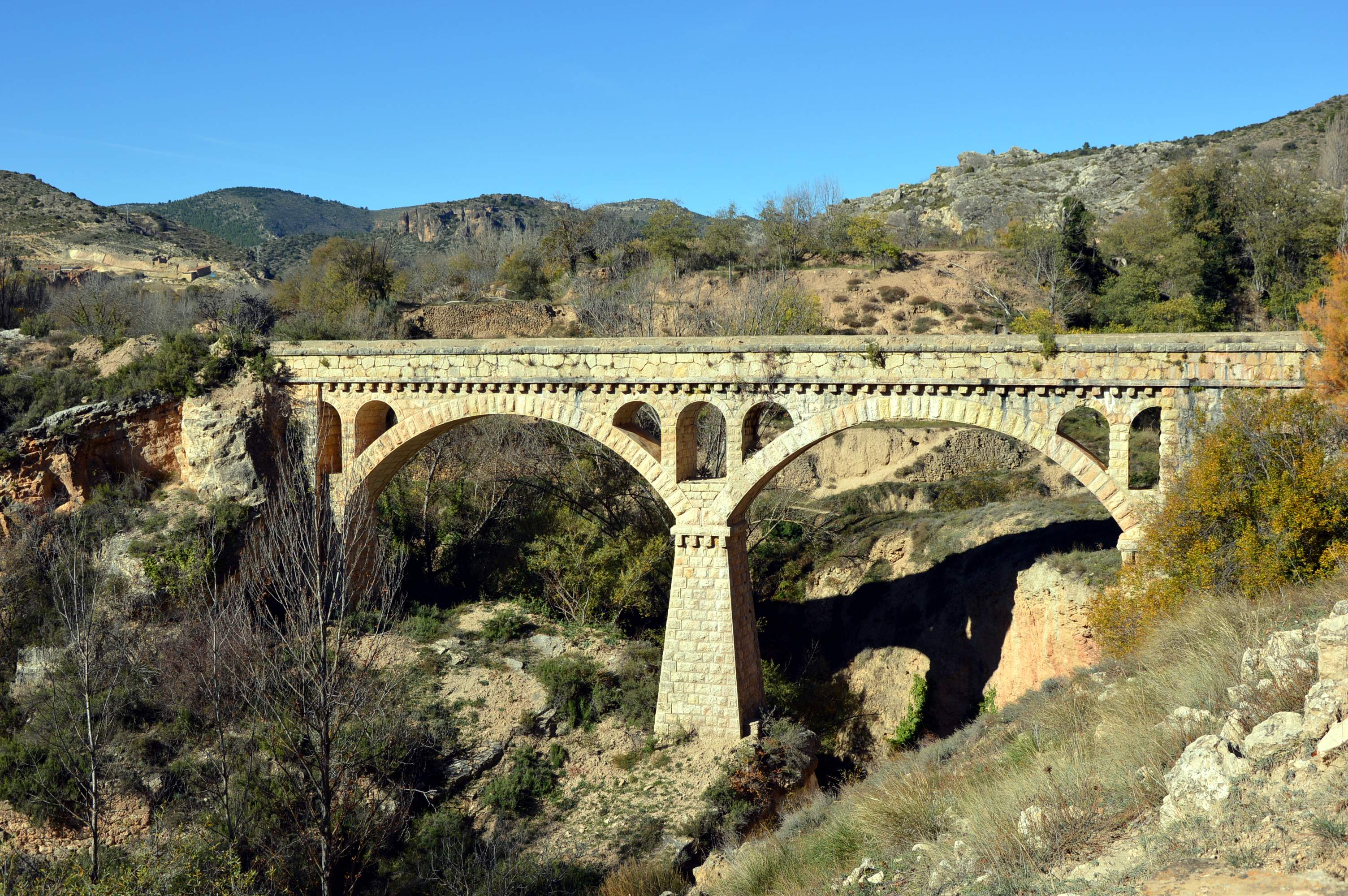
Vista general (meridional) del acueducto que conduce al agua del Ebrón desde el azud hasta el salto de la Central Hidroeléctrica de Castielfabib (Valencia), año 2015.

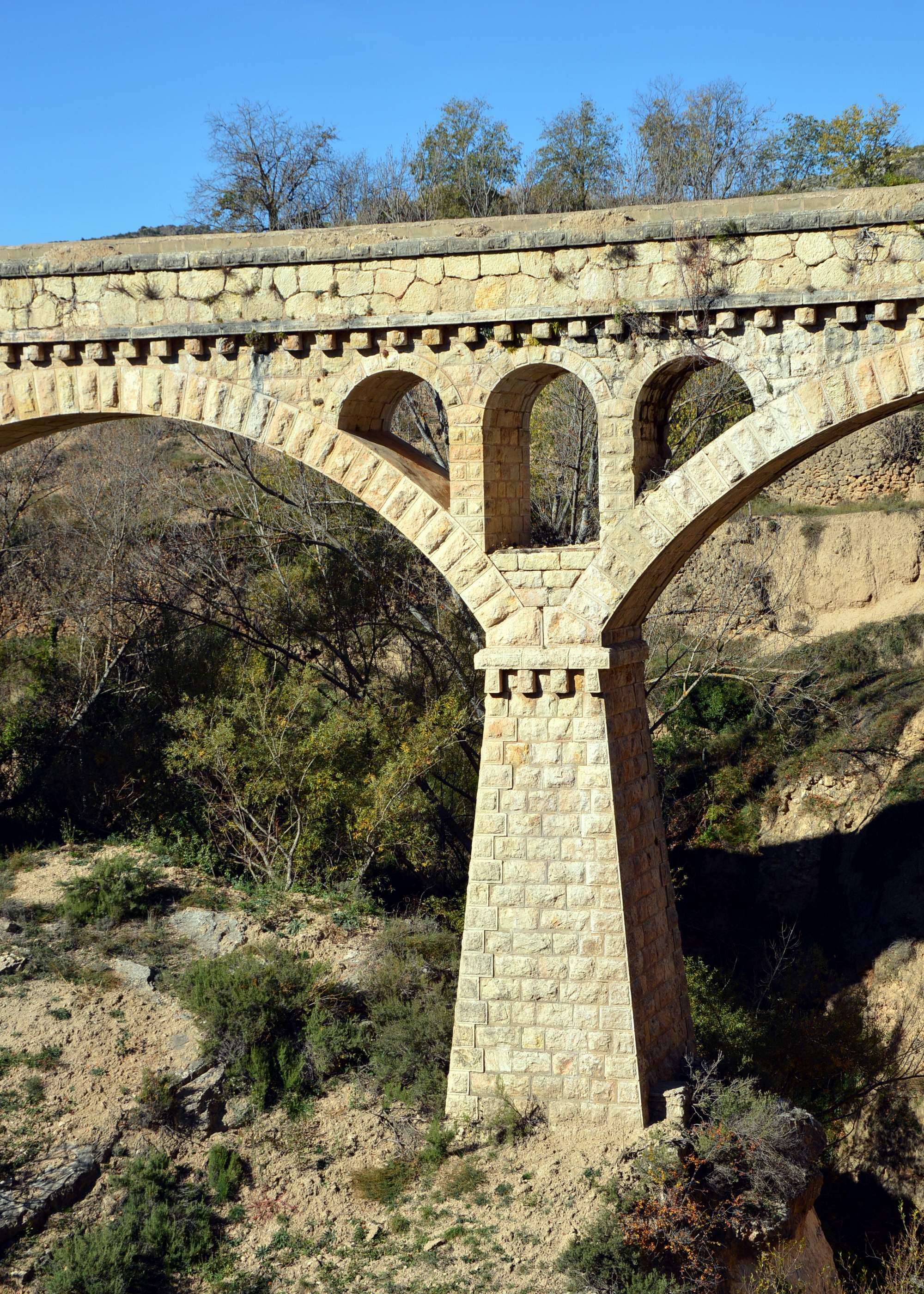
Vista parcial (meridional) del acueducto que conduce al agua del Ebrón desde el azud hasta el salto de la Central Hidroeléctrica de Castielfabib (Valencia), año 2015.

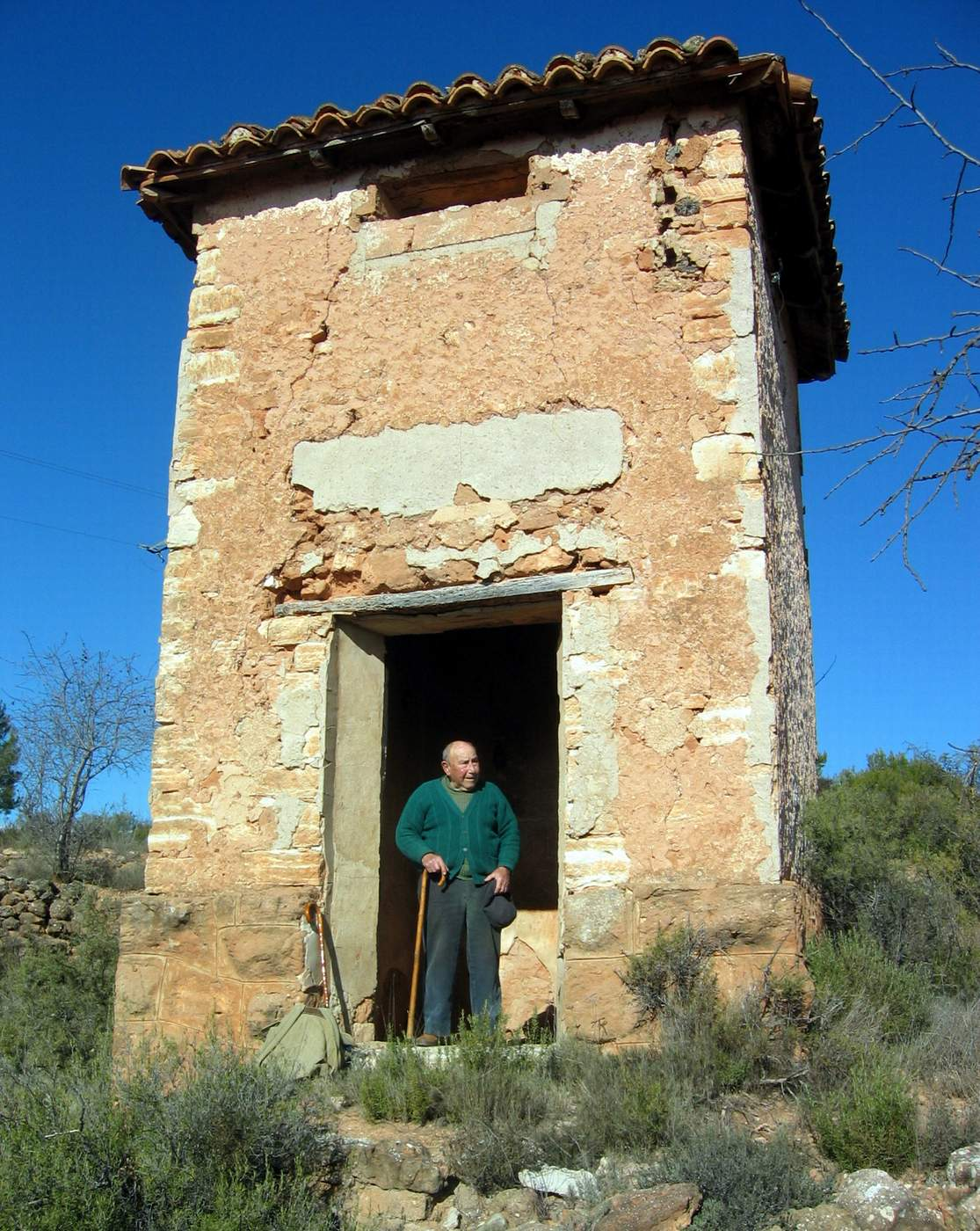
Vista frontal (oriental) del antiguo transformador de la Teledinámica Turolense en Mas de Jacinto, Castielfabib (Valencia), año 2011.

## Historia
Las obras de «La Central» comenzaron a construirse durante el verano de 1913, inicialmente se construyó «un canal, en parte cubierto, utilizando la piedra de cantería del convento de San Guillermo».- Para utilizar la piedra del complejo monástico, afectado por las desamortizaciones de los años treinta del siglo XIX, hubo que demoler algunos edificios y la iglesia conventual de San Guillermo, durante cuyo desteje tuvo lugar un accidente –el 20 de mayo de 1914-, que costó la vida a dos trabajadores 

Junto a «La Central» se construyeron «unos hornos para la fabricación de carburo de calcio, para cuyo proceso productivo era necesaria la electricidad».
La construcción de La Central continuó sin más contratiempos conocidos, hasta que el 9 de abril de 1915 la prensa local informa «de que se han llevado a cabo con éxito las pruebas de fábrica, turbina y maquinaria eléctrica de la central de Castielfabib». La fábrica habría de surtir de electricidad a Teruel capital y otros pueblos e industrias de la zona: los trabajos para la instalación del tendido eléctrico comenzó a finales del mismo mes de abril, y no solamente para el alumbrado público, también para el privado, pues en agosto comenzaron a aparecer en la prensa anuncios de la empresa, «con las condiciones y tarifas para el suministro de luz».
A principios de agosto de 1916, «La Central» de Castielfabib comenzó el suministro eléctrico a las Minas de azufre de Libros, regentada por «La Industrial Química de Zaragoza», constituyéndose en «uno de los primeros y más importantes clientes».
Por las mismas fechas, «El Cronista de Teruel» –periódico semanario liberal-conservador- daba la noticia de que según una revista sueca –Ases Egen Tidning- La Central de Castielfabib «se convierte en una de las más importantes y modernas» de España –el artículo original lo firma H. Elfstôm-:

«El salto es de gran altura; setenta metros en números redondos. Se ha obtenido derivando por un canal de conducción de dos kilómetros de longitud, un caudal de dos mil litros por segundo. La presa tiene sesenta metros de longitud y para el canal que sigue un trazado sumamente curioso se han perforado diez túneles y construido un soberbio puente acueducto de treinta metros de altura. La presa embalsa treinta mil litros cúbicos y el depósito partido al final del canal, mil metros».
 Los comienzos de la electricidad en Teruel, José Carrasquer Zamora

En el mismo artículo se informa de las características de la maquinaria eléctrica: «dos generadores trifásicos de mil y cuatrocientos caballos con seiscientas y mil revoluciones respectivamente». Los alternadores, «van acoplados directamente a turbinas centrípetas (...), provistas ambas de regulación automática á presión de aceite», con las excitatrices también acopladas.
Estaba previsto que la corriente producida «á tres mil voltios», pudiera elevarse «a veinte mil» mediante «dos transformadores en baño de aceite», cuya refrigeración se realizaría mediante agua en circulación, «procedente de la tubería de carga». La tubería de carga fue construida en Barcelona, poseía una longitud de doscientos metros, basada en palastro de acero, con una resistencia de hasta siete atmósferas. Proyecto e instalación general fueron obra del ingeniero turolense, José Torán de la Rad (1888-1932).
A mediados de los años cuarenta, el 18 de mayo de 1946, «La Central» de Castielfabib «fue objeto de un ataque por parte de los maquis», desconociéndose los daños sufridos. Dos años después, el 13 de febrero de 1948, la guerrilla del maquis volvió a actuar, esta vez en la vecina localidad de El Cuervo (Teruel), asesinando al alcalde de la villa y a su esposa. A mediados de la década siguiente (en 1954), la «Teledinámica Turolense» –siendo presidente del Consejo de Administración Luis Figueroa Alonso Martínez- adquiere la central de Vallanca; y en agosto del años siguiente (1955), la «Teledinámica» será adquirida por la empresa Eléctricas Reunidas de Zaragoza (ERZ). Cuatro años después, en 1959, la empresa eléctrica fue declarada de Interés Nacional.
Mediados los años ochenta (1986), la «Teledinámica Turolense, S.A.», construyó en las inmediaciones de «La Central» antigua una nueva fábrica de electricidad –Carrasquer Zaragoza cita de Hermosilla el alter (2003)-:

«[El nuevo edificio] está construido con materiales modernos; paramentos de mampostería careada y recercada con ladrillos sujetos a base de mortero de cemento. La superficie de la base es de unos 220 m2 y la cubierta es de teja árabe cerámica, construida a dos vertientes. El agua procede del antiguo azud de La Central, así como el canal que la conduce hasta el techo del salto, 66,50 m. La producción de esta nueva fábrica alcanzaba en el momento de su puesta en funcionamiento los 1.300 kWh, es decir 550 kWh más que La Central».
El patrimonio arquitectónico del agua en el Rincón de Ademuz , J. Hermosilla et al.

## Ubicación
La «Central Hidroeléctrica» de Castielfabib se halla en el tramo final de las «Hoces del Ebrón»: los edificios de la antigua Central y de la nueva se hallan en la margen izquierda del río, el segundo en un nivel más bajo, separado una cincuenta de metros del primero. Un lugar desde el que observar una estupenda perspectiva del salto de agua y la central hidroeléctrica es desde el «Mirador de las Hoces del Ebrón», en Los Toscares de Castielfabib.
Tanto la antigua fábrica como la nueva utilizan el mismo azud del Ebrón y el canal de conducción los mismos túneles hasta el salto de agua, situado éste en la vertical de la fábrica –sesenta y seis metros y medio por encima-: allí se remansa en agua en un depósito partidor, que embalsa unos mil metros cúbicos, previa a la embocadura del tubo, que canaliza el flujo hasta las turbinas.

## La Central de Castielfabib en la memoria
Los trabajadores de «La Central» eran en su mayoría vecinos de los pueblos de la zona, incluido el encargado, al igual que los denominados «luceros», personal de la empresa que en cada pueblo se ocupaba de dar la luz al atardecer y quitarla por la mañana, función que conllevaba el arreglo de las averías menores, ya que no tenían especial formación técnica, y el cobro mensual de los recibos –Francisco Provencio Garrido (Torrealta (Valencia), 1924) empezó a trabajar para la «Teledinámica Turolense» al licenciarse del servicio militar obligatorio (1946-1947)-:

«No, yo no sabía nada de electricidad, ni hice ningún curso; me compré algunos libros y fui aprendiendo solo... Entré a trabajar en lo de la luz porque la plaza ésta (se refiere a Torrealta) quedó libre;/ [...] nuestra misión era dar la luz cada día al atardecer y por la mañana quitarla -el transformador estaba en una loma que hay antes de llegar a Mas de Jacinto, todavía está el edificio-: allí entraban las líneas de alta tensión de Castielfabib y Teruel, y salían dos líneas de baja tensión, una para Mas de Jacinto y El Ventorro otra para Torrealta y Mas de los Mudos. [...] había un interruptor y se quitaba, pero hasta que pusieron los contadores se quitaba toda la luz, la del alumbrado público y la de las casas particulares. Otra de mis funciones era arreglar las averías, cobrar los recibos que mandaban de Teruel, y eso... Porque al principio no había contadores, se facturaba por las bombillas y la potencia de cada una, no era como ahora...».
Francisco Provencio Garrido, natural y vecino de Torrealta, Alfredo Sánchez Garzón

Al colocar los contadores individuales, los «luceros» en cada municipio hacían la lectura del consumo en las viviendas, aunque había un mínimo para el cobro, «los kilovatios de más que gastaban valían el doble de los contratados». Cuando la fábrica de luz de Castielfabib pasó a «Eléctricas Turolenses», el señor Provencio Garrido comenzó a trabajar en «La Central»:

«Al comenzar el turno en la fábrica, lo primero era engrasar las turbinas, que eran las máquinas que producían la electricidad... Cuando venía un bajón de fuerza se producía un “amarre” muy fuerte –ello significaba que había más demanda de luz de la que producía la máquina-, entonces se producía un gran ruido y había que abrir las compuertas para que el agua saliera, y parar la turbina. Luego había que ir moviéndola poco a poco con la mano, y abriendo el agua que entraba, hasta que se enganchaba de nuevo para acoplarse con la otra corriente -porque todas las centrales estaban conectadas-: había unos aparatos que te señalaban como iba subiendo la potencia, para hacerla coincidir con la otra fuerza, para lo que había un manillar, con el que se daba un golpe seco, ¡clac!, y se acoplaba... Había que hacerlo en el momento justo, eso te lo indicaban unos pilotos encarnados intermitentes que parpadeaban muy rápido, pero conforme se acercaba el momento iban más y más despacio; porque si no se producía un zambombazo que no veas...».
Francisco Provencio Garrido, natural y vecino de Torrealta, Alfredo Sánchez Garzón

En cierta ocasión se produjo «un amarre muy fuerte» y el encargado del turno no estuvo lo suficiente hábil, razón por la que la tubería del canal reventó, «y toda la fábrica se inundó un metro de agua». En verano había otro problema añadido, «con los riegos, el nivel del agua bajaba mucho, y había que estar al tanto, para regular la turbina con relación al agua que entraba». En «La Central», el personal hacía turnos de ocho horas, «el que entraba a las seis de la tarde salía a las dos de la madrugada; y el que entraba a las dos salía a las diez de la mañana, y el que entraba a las diez salía a las seis de la tarde...». La fábrica de electricidad se automatizó en los años ochenta, con lo que los requerimientos de personal disminuyeron, pasando a Teruel los que no se jubilaron.